# Paradamoetas
Paradamoetas is een geslacht van spinnen uit de familie springspinnen (Salticidae).

## Soorten
De volgende soorten zijn bij het geslacht ingedeeld:
- Paradamoetas carus (Peckham & Peckham, 1892)
- Paradamoetas changuinola Cutler, 1982
- Paradamoetas fontanus (Levi, 1951)
- Paradamoetas formicinus Peckham & Peckham, 1885